# Jurij Tsitsinov
Jurij Tsitsinov, född 24 augusti 1937 i Moskva, död 18 augusti 1994 i Moskva, var en sovjetisk ishockeyspelare.
Han blev olympisk bronsmedaljör i ishockey vid vinterspelen 1960 i Squaw Valley.